# Swalmen vasútállomás
Swalmen vasútállomás vasútállomás Hollandiában, Roermond községben, Swalmen településen.

## Vasútvonalak
Az állomást az alábbi vasútvonalak érintik:
- Maastricht–Venlo-vasútvonal

## Kapcsolódó állomások
A vasútállomáshoz az alábbi állomások vannak a legközelebb:
- Reuver vasútállomás (északkelet)
- Roermond vasútállomás (délnyugat)